# Geocalyx
Geocalyx, biljni rod od četiri priznate vrste koji pripada porodici Geocalycaceae i koljenu jetrenjarki. Porodici Geocalycaceae se doznačuju različiti rodovi, a po nekima Geocalyx je njezin jedcini predstavnik.

## Vrste
1. Geocalyx caledonicus Steph.
2. Geocalyx graveolens (Schrad.) Nees
3. Geocalyx lancistipulus (Steph.) S.Hatt.
4. Geocalyx orientalis Besch. et Spruce